# Excoecaria
Excoecaria är ett släkte av törelväxter. Excoecaria ingår i familjen törelväxter.

## Bildgalleri

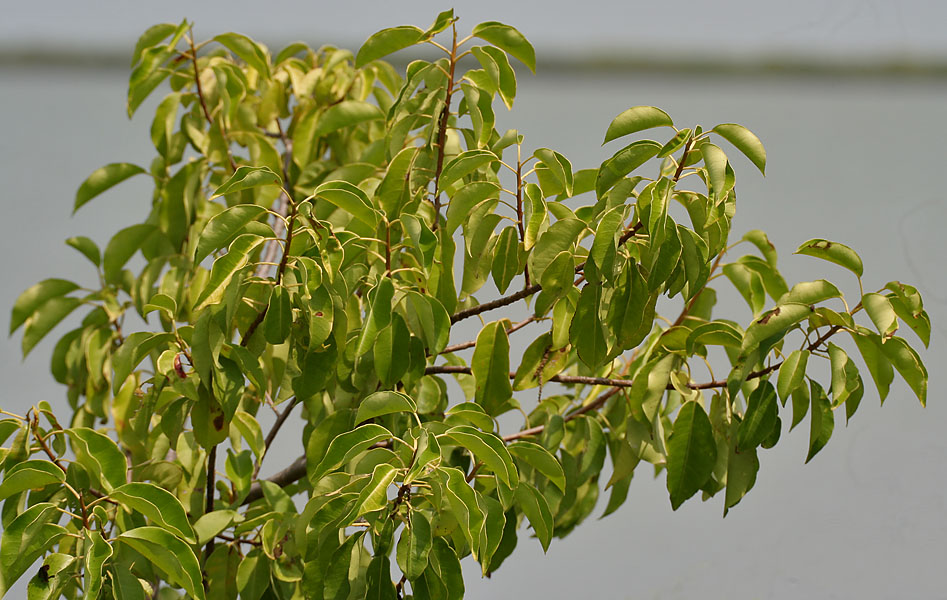
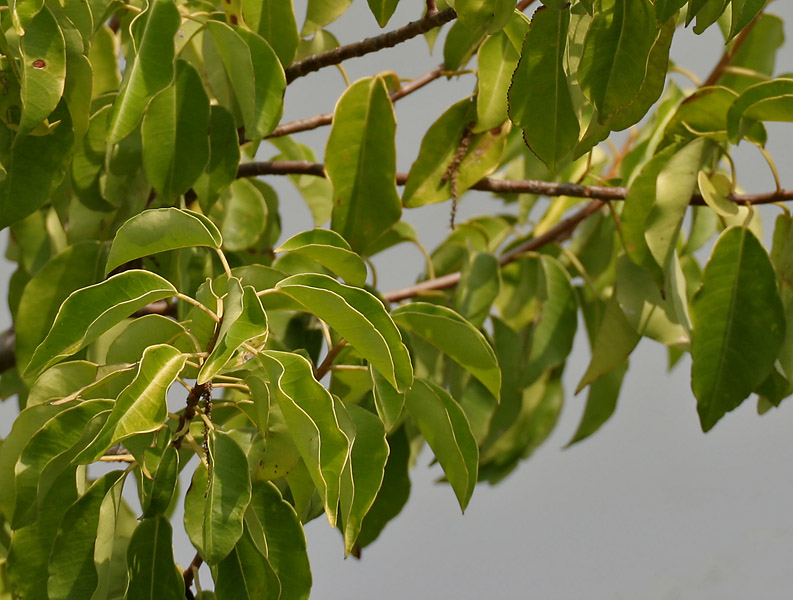
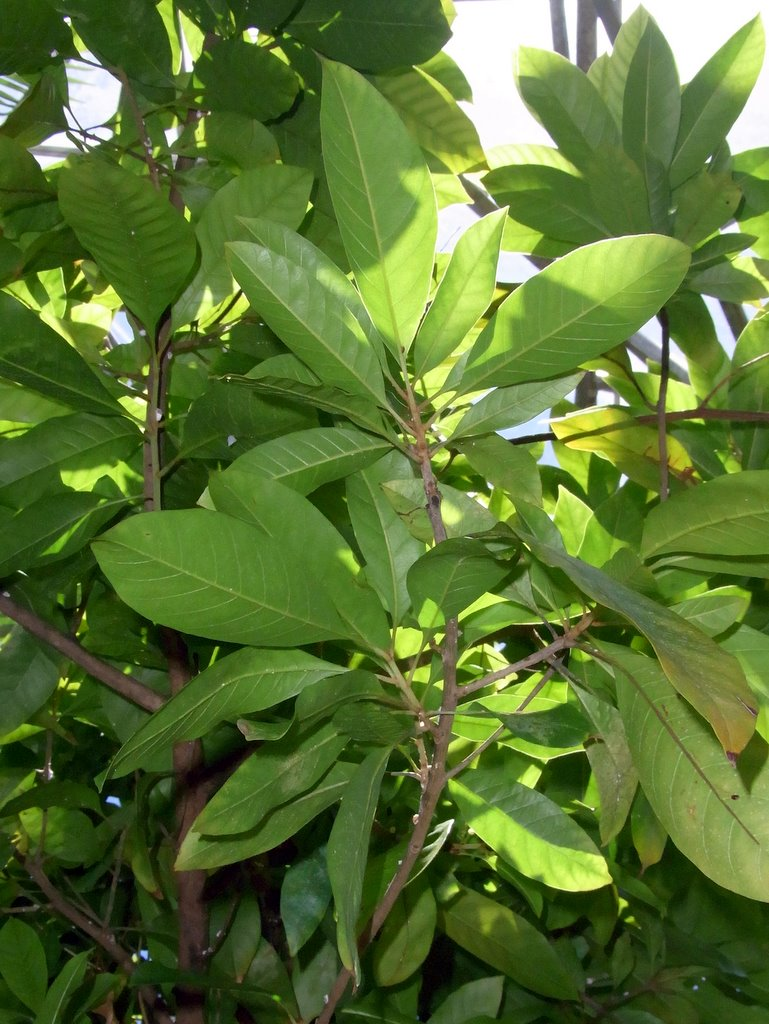
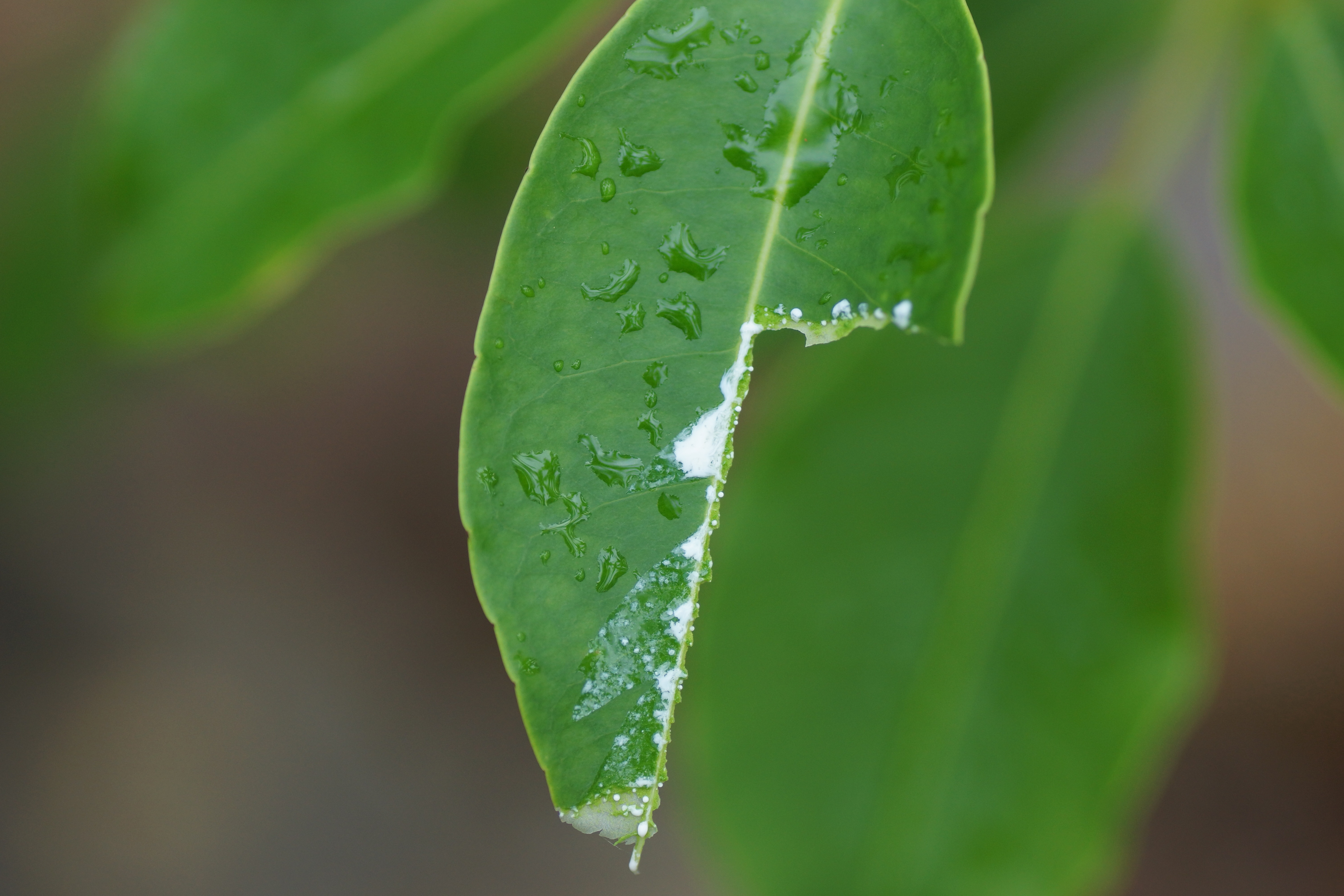

## Dottertaxa tillExcoecaria, i alfabetisk ordning[1]
- Excoecaria acerifolia
- Excoecaria acuminata
- Excoecaria agallocha
- Excoecaria antsingyensis
- Excoecaria aporusifolia
- Excoecaria bantamensis
- Excoecaria benthamiana
- Excoecaria borneensis
- Excoecaria bussei
- Excoecaria canjoerensis
- Excoecaria cochinchinensis
- Excoecaria confertiflora
- Excoecaria cuspidata
- Excoecaria dallachyana
- Excoecaria formosana
- Excoecaria glaucescens
- Excoecaria goudotiana
- Excoecaria grahamii
- Excoecaria guineensis
- Excoecaria holophylla
- Excoecaria kawakamii
- Excoecaria laotica
- Excoecaria lissophylla
- Excoecaria madagascariensis
- Excoecaria magenjensis
- Excoecaria obtusa
- Excoecaria oppositifolia
- Excoecaria pachyphylla
- Excoecaria parvifolia
- Excoecaria perrieri
- Excoecaria philippinensis
- Excoecaria poilanei
- Excoecaria rectinervis
- Excoecaria simii
- Excoecaria stenophylla
- Excoecaria thouarsiana
- Excoecaria venenata
- Excoecaria yunnanensis